# SSSS.Dynazenon
«SSSS.Dynazenon» (яп. SSSS.DYNΛZENON, «SSSS.Дайназенон») — японський фантастичний аніме-телесеріал, зпродюсований студією Trigger. Це другий внесок в спільному «Всесвіті Ґрідмена», після «SSSS.Gridman», який базувався на токусацу-драмі 1993 року «Гіпер Агент Ґрідмен» Tsuburaya Productions. Прем'єра аніме на японському телебаченні відбулася 2 квітня 2021.

## Сюжет
Коли звичайний учень Йомоґі Асанака спасає молодого чоловіка на ім'я Ґаума, той розповідає йому, що є повелителем кайдзю. Пізніше Йомоґі разом з однокласницею Юме Мінамі, а також з неосвіченим Койомі Яманакою стають колегами Ґауми по управлінню Дайназеноном та боротьбі з іншими повелителями кайдзю, які надсилають численних монстрів на місто.

## В ролях
| Актор            | Роль           |
| ---------------- | -------------- |
| Юня Енокі        | Йомоґі Асанака |
| Дайкі Хамано     | Ґаума          |
| Сіон Вакаяма     | Юме Мінамі     |
| Юічіро Умехава   | Койомі Яманака |
| Чіка Анзай       | Чізе Асуґакава |
| Кенічі Сузумура  | Найт           |
| Карін Такахасі   | Друга          |
| Хіросі Камія     | Юууґа          |
| Юма Ічіда        | Онідза         |
| Аяка Сува        | Мудзіна        |
| Кокі Учіяма      | Сізуму         |
| Асуза Тадокоро   | Мей            |
| Дзін Оґасавара   | Авакі          |
| Ґакуто Кадзівара | Назумі         |
| Ріо Цучія        | Ранка          |
| Хікарк Тоно      | Канейсі        |
| Марія Ісе        | Інамото        |
| Іорі Саекі       | Кано Мінамі    |

## Виробництво
Серіал анонсували у грудні 2019 року під час Tsubucon. Було оголошено про повернення режисера Амемії, сценариста Хасеґави, дизайнера персонажів Сакамото та композитора Саґісу, які брали участь в виробництві «SSSS.Gridman». Амемія висловив сподівання про успіх нового проєкту та на те, що це дасть змогу створити більше проєктів, пов'язаних з Ґрідменом. Перші п'ять учасників акторського складу були оголошені в травні 2020 року, а також було показано перший постер з зображенням персонажів. Перший тизер показали в жовтні 2020 року.
У грудні 2020 року на Tokyo Comicon 2020 була оголошена додаткова інформація, а саме декілька інших голосових акторів. Титульний меха Дайназенон, розроблений Цуйосі Нонакою та Такарою Томі, нарешті повернувся після серіалу «Гіпер Агент Ґрідмен». Серіал виходив з 2 квітня по 18 червня 2021 року на Tokyo MX, BS11 та MBS. Початкова тема — «Imperfect» — була виконана Масайосі Оісі, а кінцева — «Strobe Memory» — Мааєю Учідою.
Компанія Funimation ліцензувала серіал та транслювала його на вебсайті в Північній Америці, Британських островах та Бразилії, AnimeLab — в Австралії та Новій Зеландії, а Wakanim — у Франції, Німеччині, Скандинавії та Росії.

## Список епізодів
| № серії | Назва серії                        | Режисер(и)        | Сценарист(и)   | Оригінальна дата показу |
| --- | ---------------------------------- | ----------------- | -------------- | ----------------------- |
| 1 | «Що таке Повелитель кайдзю?»       | Юсіюкі Канеко     | Кеічі Хасеґава | 2 квітня 2021           |
| Йомоґі Асанака — звичайний учень, який натрапляє на молоду людина на ім'я Ґаума. Пізніше він запрошує на побачення однокласницю Юме Мінамі, але вона не приходить, лише спостерігаючи за Йомоґі віддалік. Це бачить Ґаума і сварить її. Раптом посеред міста з'являється кайдзю. Ґаума викликає гігантського робота Дайназенона, який поглинає Ґауму, Йомоґі, Юме та безробітного Койомі. |                                    |                   |                |                         |
| 2 | «Яка твоя причина для боротьби?»   | Нобору Фурукава   | Кеічі Хасеґава | 9 квітня 2021           |
| Після битви компоненти Дайназенона зменшуються і Ґаума розділяє їх між всіма пілотами. Він розповідає, що кайдзю контролюються його ворогами Повелителями Кайдзю, і що їм потрібно тренуватися для наступної битви. Юме розповідає Йомоґі, що її сестра загинула кілька років тому. З'являється новий кайдзю, але через пропуск тренувань Йомоґі спершу не може керувати своїм компонентом, але набравшись рішучості, він допомагає перемогти його. |                                    |                   |                |                         |
| 3 | «Що таке зрадник?»                 | Юічі Сімодайра    | Кеічі Хасеґава | 16 квітня 2021          |
| Юме розповідає Йомоґі, що хоч вона ніколи не була близька з сестрою раніше, та запросила її на свій концерт перед смертю, і Юме хоче дізнатися чому. Тим часом Койомі натрапляє на своє шкільне кохання. Один із Повелителів Кайдзю розповідає Йомоґі про те, що Ґаума зрадив їх. Дізнавшись про це, команда вирішила розпитати Ґауму, але той ухиляється від відповіді. Наступного дня з'являється кайдзю, але команда не хоче об'єднуватися, поки Ґаума не скаже правду, і той розповідає, що шукає жінку, яка довірила йому Дайназенона. Після цього, разом, команда знищує кайдзю.        |                                    |                   |                |                         |
| 4 | «Що це стукаюче серце?»            | Тацумі Фудзі      | Кеічі Хасеґава | 23 квітня 2021          |
| Один із Повелителів Кайдзю, Сізуму, приєднується до класу Йомоґі та Юме. Тим часом Йомоґі хворіє. З'являється новий кайдзю, який перетворює все у 2-D об'єкти. Йомоґі змушує приєднатися до команди, після того як Чізе, родичка Койомі, виявляється нездатною замінити його. |                                    |                   |                |                         |
| 5 | «Що означає як коханці?»           | Хідеюкі Сатаке    | Кеічі Хасеґава | 30 квітня 2021          |
| Чізе купляє квитки в аквапарк для всієї команди. Ґаума намагається схопити Сізуму, однак цьому перешкоджає рятувальник. Пізніше інші Повелителі Кайдзю теж відвідують аквапарк. Пізніше з'являється новий кайдзю, і за допомогою Дайназенона команда перемагає його. Коли Юме та Йомоґі зустрічають колишнього керівника хору, він розповідає про чутки, що Кано покінчила життя самогубством. |                                    |                   |                |                         |
| 6 | «Що це за біль?»                   | Йосіюкі Канеко    | Кеічі Хасеґава | 7 травня 2021           |
| Повелителі Кайдзю сперечаються про те, чи треба вбивати Ґауму. Койомі зустрічає Мудзіну, і та краде в нього Дайна Страйкера. Дізнавшись про це, команда переслідує Повелителів Кайдзю і забирає Дайна Страйкера назад. Через нерішучість Юме і Йомоґі, Дайназенон майже зазнає поразки новому кайдзю, однак раптово з'являється Ґріднайт. |                                    |                   |                |                         |
| 7 | «Яка наша причина для об'єднання?» | Йосіхіро Міядзіма | Кеічі Хасеґава | 14 травня 2021          |
| Ґріднайт перемагає кайдзю і після цього нападає на Дайназенона, думаючи що він ворог, проте відступає через недостачу сил. Пізніше Альянс Ґріднайт зустрічається з командою Дайназенона, пропонуючи допомогу, але Ґаума не довіряє їм. Юме розповідає, що колись вона та її сестра були близькі, проте з часом віддалилися. Під час битви з наступним кайдзю Дайназенон та Ґріднайт об'єднуються, а Друга ремонтує Дайназенона за допомогою спеціального променя. |                                    |                   |                |                         |
| 8 | «Що це за коливаюча емоція?»       | Рей Овада         | Кеічі Хасеґава | 21 травня 2021          |
| Коли з'являється новий кайдзю, кожен із групи намагається взяти його під контроль, проте ні в кого не виходить це зробити. Але, на трохи, Йомоґі відчуває, наче у нього вдалося. Хоча цей кайдзю спершу є слабким і мирним, з часом він збільшується, і починає руйнувати місто. Під час битви Йомоґі знову відчуває, наче взяв контроль над кайдзю. |                                    |                   |                |                         |
| 9 | «Що це за перекриваючі емоції?»    | Нобору Фурукава   | Кеічі Хасеґава | 28 травня 2021          |
| Чізе знаходить золотого дракона і називає його Ґолдбурн. Коли з'являється новий кайдзю, Дайназенон та Ґріднайт трансформуються у Кайзер Ґріднайта, а таємниця Чізе виходить назовні. Разом з Ґолдбурном, вони перемагають кайдзю і влаштовують вечірку з феєрверками. |                                    |                   |                |                         |
| 10 | «Які спогади ти шкодуєш?»          | Хідеюкі Сатаке    | Кеічі Хасеґава | 4 червня 2021           |
| З'являється новий кайдзю, через що зникає багато людей. Йомоґі стрибає у нього, і дізнається, що через кайдзю кожен застрягає у власних спогадах. Він допомагає Юме, Ґаумі, Найту та Койомі звільнитися, і разом вони перемагають кайдзю, а Юме врешті-решт змиряється зі смертю сестри. |                                    |                   |                |                         |
| 11 | «Яке бажання не може здійснитися?» | Кейта Наґахара    | Кеічі Хасеґава | 11 червня 2021          |
| Здається, наче кайдзю більше не з'являються, і Повелителі Кайдзю миряться з командою Дайназенона. Койомі шукає роботу, Чізе повертається до школи, Найт і Друга вирішують подорожувати в інший світ, а Юме та Йомоґі вирішують відвідати могилу Кано. Однак їх атакує Сізуму, який сам перетворюється на кайдзю а Ґаума виявляє, що скоро помре. |                                    |                   |                |                         |
| 12 | «Що мені було довірено?»           | Юічі Сімодайра    | Кеічі Хасеґава | 18 червня 2021          |
| Сізуму поглинає інших Повелителів Кайдзю і перемагає Кайзера Ґріднайта. Команда атакує кайдзю знову, і Йомоґі бере його під контроль, даючи команді знищити його і всіх Повелителів Кайдзю. Пізніше, Ґаума дякує всім і помирає, а Дайназенон деактивується. Через три місяці, Найт і Друга вирушають в інший світ, забираючи з собою Дайназенона і Ґолдбурна. Койомі влаштовується на роботу, Чізе все ще ге повертається до школи, яка була зруйнована в битві, а Йомоґі та Юме разом з друзями беруть участь у шкільному фестивалі. Тим часом, Дайназенон відроджується у цифровому світі. |                                    |                   |                |                         |

## Сиквел
Після оригінальної трансляції фінального епізоду в Японії, було показано оголошення з назвою наступного проєкту — «Gridman × Dynazenon».